# Друга битка код Солуна (1040)
Битка код Солуна (бугарски: Битката при Солун) вођена је 1040. године између војске Византијског царства са једне и Првог бугарског царства са друге стране. Битка је део Византијско-бугарских ратова, а завршена је победом Византинаца.

## Битка
Друга битка код Солуна 1040. године одиграла се за време устанка Петра Дељана против Византијског царства. Сам Петар Дељан је исте године однео победу над византијским царем Михајлом код Солуна. Алузијан, Петров рођак и син Јована Владислава, повео је војску од 40.000 људи на Солун, али је доживео пораз од Византинаца. Показао се као неспособан војсковођа јер је уморну војску натерао да се одмах сукоби са Солуњанима. 15.000 људи је погинуло у бици, а Алузијан је успео да побегне.